# Farra d’Isonzo
Farra d’Isonzo (słoweń.-Fara ob Soči)– miejscowość i gmina we Włoszech, w regionie Friuli-Wenecja Julijska, w prowincji Gorycja.
Według danych na rok 2004 gminę zamieszkuje 1709 osób, 170,9 os./km².